# Simone Del Nero
Simone Del Nero (Carrara, 4 agosto 1981) è un ex calciatore italiano, di ruolo centrocampista o attaccante.

## Caratteristiche tecniche
Ala sinistra di grande spinta può ricoprire vari ruoli sulla fascia sinistra del campo avendo giocato molte volte sia come centrocampista sia come terzino.

## Carriera

### Club
Dopo esser cresciuto nelle giovanili dell'Empoli, dove nella Primavera ha come allenatore Luciano De Paola, passa al Brescia, dove gioca soprattutto nelle giovanili biancoblu.
In seguito viene ceduto in prestito alla formazione scozzese del Livingston e nella stagione seguente, nel gennaio 2003, si trasferisce in prestito per sei mesi al Palermo, senza mai scendere in campo.
Nell'ultima stagione in Serie A delle Rondinelle, Del Nero ha siglate reti spesso decisive, che però non sono servite a salvare la sua squadra dalla retrocessione.
Nel 2007 viene ingaggiato dalla Lazio. Nella partita di ritorno del preliminare di Champions League, disputato in terra di Romania contro la Dinamo Bucarest, conquista un rigore sullo 0-1 per i romeni e fornisce un assist decisivo per il 2-1 firmato dal capitano Tommaso Rocchi. La partita terminerà 3-1 e la Lazio si qualificherà per la fase a gironi. Successivamente accusa qualche infortunio. A fine stagione viene operato in Finlandia per risolvere un problema di fascite plantare. Nella stagione seguente vincerà con i biancocelesti il suo primo trofeo, la Coppa Italia, della quale gioca anche la finale, subentrando all'80' a Pasquale Foggia. Nell'agosto dello stesso anno vince anche la Supercoppa italiana.
Nella stagione 2009-2010, il tecnico Ballardini lo reinventa nel ruolo di terzino sinistro, ottenendo prestazioni soddisfacenti, tanto che anche il successore Edoardo Reja lo utilizzerà come vice-Kolarov. Chiude la stagione con 7 presenze.
Nella stagione 2010-2011, all'esordio in campionato nella partita persa dalla Lazio per 2-0 contro la Sampdoria si infortuna ed è costretto a lasciare il posto a Luís Pedro Cavanda. Con il ritorno alla difesa a 4 e lo spostamento di Ștefan Radu come terzino sinistro, Del Nero perde spazio in campo chiudendo la stagione con 2 presenze in campionato; la seconda risale al 12 dicembre 2010 in Juventus-Lazio (2-1) valida per la 16ª giornata. Completano il computo statistico 2 presenze e un gol, il primo ed unico in maglia biancoceleste, in Coppa Italia, segnato il 25 novembre 2010 nella partita vinta per 3-0 con l'AlbinoLeffe.
Torna a giocare il 10 gennaio 2012, negli ottavi di finale di Coppa Italia, sostituendo Giuseppe Sculli all'84º minuto della partita vinta per 3-2 contro l'Hellas Verona. Cinque giorni più tardi fa il suo esordio stagionale anche in campionato, subentrando a Tommaso Rocchi nella vittoria per 2-0 contro l'Atalanta.
Il 31 gennaio seguente, ultimo giorno di calciomercato, passa in prestito al Cesena. Il 25 marzo segna il suo primo gol con la squadra romagnola, realizzando il momentaneo vantaggio nel pareggio casalingo per 2-2 contro il Parma, tornando così a segnare in Serie A a sette anni di distanza dall'ultima volta. A fine stagione rimane svincolato.
Nel novembre del 2012 firma un contratto biennale con lo Johor Darul Ta'zim, squadra della Malaysia Super League, con la quale inizia a giocare dal gennaio del 2013.
Dopo aver raggiunto il terzo posto nella stagione regolare in Malaysia, nel gennaio del 2014 viene tesserato dalla Massese, formazione di Serie D, con cui si allenava già da alcune settimane.
Il 30 luglio 2016, dopo tre stagioni trascorse con la Massese, si trasferisce alla Carrarese.
Nell'estate del 2017 si trasferisce di nuovo alla Massese, in Serie D. L’anno seguente scende in Eccellenza al Rivasamba, squadra di Sestri Levante allenata dal padre Davide; i Del Nero vengono confermati nel giugno 2019 e nello stesso mese arriva a giocare all’Unione Sportiva Sestri Levante Manuele, fratello minore di Simone.
Nell’estate del 2022 diventa responsabile del settore giovanile della Lavagnese. Tuttavia già ad agosto lascia l'incarico per motivi personali.

### Nazionale
Inizia la trafila con la nazionale azzurra nel 2000 con l'Under-18 dopo essere stato convocato per un'amichevole rimanendo in panchina, tra il 2003 e il 2004 sotto la gestione del mister Claudio Gentile è stato un punto fermo dell'Under-21 raccogliendo 13 presenze, partecipa anche ai Giochi olimpici di Atene 2004, scendendo in campo in tutte e 6 le gare disputate dalla Nazionale olimpica. Alla fine del torneo verrà insignito della medaglia di bronzo. Precedentemente conquista gli Europei 2004 di categoria.

## Statistiche

### Presenze e reti nei club
| Stagione        | Squadra            | Campionato      | Campionato | Campionato | Coppe nazionali | Coppe nazionali | Coppe nazionali | Coppe europee | Coppe europee | Coppe europee | Altre coppe | Altre coppe | Altre coppe | Totale | Totale |
| Stagione        | Squadra            | Comp            | Pres       | Reti       | Comp            | Pres            | Reti            | Comp          | Pres          | Reti          | Comp        | Pres        | Reti        | Pres   | Reti   |
| --------------- | ------------------ | --------------- | ---------- | ---------- | --------------- | --------------- | --------------- | ------------- | ------------- | ------------- | ----------- | ----------- | ----------- | ------ | ------ |
| 1998-1999       | Empoli             | A               | 1          | 0          | CI              | -               | -               |               | -             | -             |             | -           | -           | 1      | 0      |
| 1999-2000       | Empoli             | B               | 3          | 0          | CI              | 2               | 0               |               | -             | -             |             | -           | -           | 5      | 0      |
| Totale Empoli   | Totale Empoli      | Totale Empoli   | 4          | 0          |                 | 2               | 0               |               | -             | -             |             |             |             | 6      | 0      |
| 2000-2001       | Brescia            | A               | 3          | 0          | CI              | 4               | 0               | Int           | 1             | 0             |             | -           | -           | 8      | 0      |
| 2001-2002       | Livingston         | PL              | 1          | 0          | SC+SLC          | 2+3             | 0+1             |               | -             | -             |             | -           | -           | 6      | 1      |
| 2002-gen. 2003  | Brescia            | A               | 3          | 0          | CI              | 2               | 0               |               | -             | -             |             | -           | -           | 5      | 0      |
| gen.-giu. 2003  | Palermo            | B               | 0          | 0          | CI              | -               | -               |               | -             | -             |             | -           | -           | 0      | 0      |
| 2003-2004       | Brescia            | A               | 21         | 1          | CI              | 2               | 0               |               | -             | -             |             | -           | -           | 23     | 1      |
| 2004-2005       | Brescia            | A               | 21         | 1          | CI              | 2               | 1               |               | -             | -             |             | -           | -           | 23     | 2      |
| 2005-2006       | Brescia            | B               | 34         | 4          | CI              | 4               | 1               |               | -             | -             |             | -           | -           | 38     | 5      |
| 2006-2007       | Brescia            | B               | 23         | 1          | CI              | 5               | 1               |               | -             | -             |             | -           | -           | 28     | 2      |
| Totale Brescia  | Totale Brescia     | Totale Brescia  | 105        | 7          |                 | 19              | 3               |               | 1             | 0             |             |             |             | 125    | 10     |
| 2007-2008       | Lazio              | A               | 5          | 0          | CI              | 0               | 0               | UCL           | 6             | 0             |             | -           | -           | 11     | 0      |
| 2008-2009       | Lazio              | A               | 6          | 0          | CI              | 1               | 0               |               | -             | -             |             | -           | -           | 7      | 0      |
| 2009-2010       | Lazio              | A               | 7          | 0          | CI              | 2               | 0               | UEL           | 0             | 0             | SI          | 0           | 0           | 9      | 0      |
| 2010-2011       | Lazio              | A               | 2          | 0          | CI              | 2               | 1               |               | -             | -             |             | -           | -           | 4      | 1      |
| 2011-gen. 2012  | Lazio              | A               | 2          | 0          | CI              | 2               | 0               | UEL           | 0             | 0             |             | -           | -           | 4      | 0      |
| Totale Lazio    | Totale Lazio       | Totale Lazio    | 22         | 0          |                 | 7               | 1               |               | 6             | 0             |             | 0           | 0           | 35     | 1      |
| gen.-giu. 2012  | Cesena             | A               | 11         | 2          | CI              | -               | -               |               | -             | -             |             | -           | -           | 11     | 2      |
| nov. 2012-2013  | Johor Darul Ta'zim | MSL             | 8          | 1          | FACup+CM        | 4+1             | 0               |               | -             | -             |             | -           | -           | 13     | 1      |
| nov. 2013-2014  | Massese            | D               | 14         | 5          | CI-D            | 1               | 0               |               | -             | -             |             | -           | -           | 15     | 5      |
| 2014-2015       | Massese            | D               | 25         | 11         | CI-D            | 2               | 1               |               | -             | -             |             | -           | -           | 27     | 12     |
| 2015-2016       | Massese            | D               | 7+1        | 0+1        | CI-D            | 1               | 1               |               | -             | -             |             | -           | -           | 9      | 2      |
| 2016-2017       | Carrarese          | LP              | 19         | 4          | CI+CI-LP        | 1+1             | 0               |               | -             | -             |             | -           | -           | 21     | 4      |
| 2017-2018       | Massese            | D               | 26         | 5          | CI-D            | -0              | 0               |               | -             | -             |             | -           | -           | 26     | 5      |
| Totale Massese  | Totale Massese     | Totale Massese  | 72+1       | 21+1       |                 | 4               | 2               |               | 0             | 0             |             | 0           | 0           | 77     | 24     |
| dic. 2018-2019  | Rivasamba          | Prom.           | 11         | 2          |                 | -               | -               |               | -             | -             |             | -           | -           | 11     | 2      |
| Totale carriera | Totale carriera    | Totale carriera | 243        | 36         |                 | 44              | 7               |               | 7             | 0             |             | 0           | 0           | 294    | 43     |

## Palmarès

### Club
- Coppa Italia: 1

Lazio: 2008-2009
- Supercoppa italiana: 1

Lazio: 2009

### Nazionale
- Campionato d'Europa Under-21: 1

Germania 2004
- Bronzo olimpico: 1

Atene 2004